# Paul de Salvandy
Pour les articles homonymes, voir Salvandy.
Paul de Salvandy est un homme politique français né le 13 juillet 1830 à Corbeil-Essonnes et décédé le 30 mars 1908 dans le 6e arrondissement de Paris.

## Biographie
Fils de Narcisse-Achille de Salvandy et de Julie Feray, il commence sa carrière comme secrétaire du préfet de la Haute-Loire. Il quitte ses fonctions lors du coup d’État de 1851, et reprend ses études de droit. Il est docteur en 1855 et secrétaire de la conférence des avocats. Il entre ensuite à la compagnie de chemins de fer Paris-Lyon-Marseille. Il est représentant de l'Eure de 1871 à 1876, siégeant au centre-gauche. 
En 1880, il est président de la Société libre d'agriculture, sciences, arts et belles-lettres de l'Eure.

### Sources
- « Paul de Salvandy », dans Adolphe Robert et Gaston Cougny, Dictionnaire des parlementaires français, Edgar Bourloton, 1889-1891 [détail de l’édition]